# Bečki Novogodišnji Koncert 1990.

## Novogodišnji Koncert Bečke Filharmonije za 1990. godinu.
Dirigent Koncerta: ZUBIN META.

## Opšti pogled
Godine 1990. Novogodišnji Koncert je proslavio svoj zlatni jubilej: pedeset godina od osnivanja. Ujedno je to bio i poslednji Koncert sastavljen od samo jednog dela. O izuzetnom uspehu njegovom, svedoči i podatak da su pojedine numere sa njega, tokom devedesetih ponavljane u raznim televizijskim programima sveta kao pravi hit.

## Prva kompozicija na Koncertu
A da sve bude u znaku jubileja, postarala se prva tačka Koncerta. Filharmoničari su pod Metinom dirigentskom palicom najpre izveli uvertiru Jutro, podne i veče u Beču, Franca Fon Supea. Kompozicija koja muzičkim jezikom dočarava atmosferu jednog dana u austrijskoj prestonici, lepotu jutra, živahnost ranog popodneva i veselost večeri, izvedena je na ovom Koncertu sa toliko gracioznosti (pre svega sa solom za violončelo u prvom delu), koliko i ritmičke pregnantnosti i elegancije (posebno u drugom i trećem, finalnom delu).

## Tok Koncerta
Potom je sa puno nežnosti i isto tako elegancije, izvedena polka mazurka Simpatija, Jozefa Štrausa, a nakon nje nastupa prvi vrhunac: valcer Bečka krv Johana Štrausa-mlađeg. Pored Bečkih Filharmoničara, sudelovao je Balet Bečke Državne Opere u pratećoj baletskoj tački, u kojoj je glavnu rolu, hemičara, izveo Volfgang Bahofner, a ostali solisti bi nastupili prilikom svakog pojedinačnog eksperimenta sa rastvorima.
Izvedene su zatim još dve Štrausove polke: Demolirer, francuska polka,
ritmički veoma pregnantna i brza polka Burnim korakom (Im Sturmschritt). Sledi drugi i najuspeliji vrhunac Koncerta, valcer Priče iz Bečke šume. Svojevrsna kombinacija muzike za igru i koncertnog komada, sa jasno razdvojenim uvodom, srednjim-glavnim i završnim delom, izveden je na ovom Koncertu veoma prozračno, pri čemu je inače temperamentni dirigent Zubin Meta, dirigentskom gestom jasno naznačavao ritmičku osnovu. Solističku deonicu aranžiranu za citru, u uvodnom i završnom delu valcera, veoma koncizno je izveo austrijski virtuoz na ovom instrumentu, Georg Glezl.

## Tradicionalna završnica Koncerta
Kako se približavamo završnici ovog jubilarnog Koncerta, to su se na programu našle još tri polke. Najpre Štrausova polka-galop Trič-trač. Izvedena je sa pratećom baletskom tačkom u kojoj su učestvovali predavači i apsolventi baletske škole koja deluje pri austrijskom Saveznom Pozorišnom Udruženju. Usledila je polka Eksplozija, sa jednim karakterističnim efektom na koncertnom podijumu: posle žustrog izvođenja, sa balkona iznad filharmoničara se uz pucanj poput snežnih pahuljica, raspršilo bezbroj šarenih papirića. Najzad, isto tako žustro, ali i ritmički pregnantno, izvedena je brza polka Eingesendet (nemački: Ajngezendet), Jozefa Štrausa.
Sve se to na kraju ulilo u već konvencionalnu završnicu. Nakon čestitke izvođača, valcer Na lepom plavom Dunavu, plenio je izvrsnom melodikom, a ponajviše i pratećom baletskom tačkom sa koreografijom dunavskih vila, zbog koje je ova kompozicija kao pravi hit ponavljana u raznim Evropskim i svetskim televizijskim programima sve do danas. Poslednja tačka, Radecki Marš Johana Štrausa-oca, izvedena je po tradiciji, uz pljeskanje publike. Time je jedna velika svetska muzička tradicija, obeležila svoj veliki jubilej.

## Završna reč
Baletske koreografije za ovaj Koncert, uradili su Gerlinda Dil i Hedi Rihter, a Koncert je za televiziju režirao Brajan Lardž. Bio mu je to prvi u nizu Novogodišnjih Koncerata, koje će zatim režirati.